# Strage di Nemmersdorf
La strage di Nemmersdorf (altrimenti nota come Massacro di Nemmersdorf; in tedesco Massaker von Nemmersdorf; in russo Убийство в Неммерсдорфе?, Ubijstvo v Nemmersdorfe) fu un crimine di guerra operato dall'Armata Rossa nel piccolo borgo di Nemmersdorf, nella Prussia Orientale, nel tardo autunno del 1944 nei confronti di civili tedeschi e prigionieri di guerra francesi e belgi. Dal momento che la Prussia Orientale, al termine della Seconda guerra mondiale, venne spartita tra Unione Sovietica e Polonia (Stato satellite dell'Unione Sovietica stessa), sul crimine di guerra compiuto in territorio prussiano calò la censura per oltre quarant'anni.

## Gli eventi bellici
I tedeschi utilizzarono la Prussia Orientale come base di partenza per la conquista del territorio sovietico settentrionale nel giugno 1941 con la "Operazione Barbarossa". L'avanzata della Wehrmacht colse impreparata l'Armata Rossa, che non era stata istruita ad una guerra difensiva. Con la disfatta tedesca di Stalingrado, nel 1943, i sovietici, come un rullo compressore, a prezzo d'immani distruzioni e di innumerevoli morti, ricacciarono progressivamente i tedeschi indietro fino alla riconquista dell'intero territorio nazionale nell'ottobre 1944. Il confine col Reich nazista era segnato ad oriente dal fiume Scheschuppe ("Šešupė" in lituano; "Szeszupa" in polacco; "Siesiupie - Шешупе", in russo), a est di Schillfelde, raggiunto il 20 agosto del 1944, quando le prime pattuglie dell'Armata Rossa superarono le ultime resistenze tedesche in Bielorussia, e venne attraversato il 16 ottobre (esiste una fotografia che immortala un soldato russo mentre di slancio supera il confine recando un cartello in mano con scritto in cirillico "Germania !"). Il 20 ottobre, venne attraversato anche a sud, presso la città di Gołdap nella regione dei Laghi Masuri, teatro della vittoria tedesca del 1914 sui russi. Per espresso ordine di Hitler, la popolazione delle zone orientali non era stata evacuata, come aveva consigliato lo stesso comandante della IV armata, generale Friedrich Hossbach, già dal mese di agosto, temendo una vendetta dei sovietici ai danni della popolazione civile tedesca a causa delle stragi naziste compiute in tre anni d'occupazione militare del territorio russo occupato dai tedeschi. Inoltre, un certo numero di truppe tedesche era stato spostato ad occidente in gran segreto per sferrare il contrattacco contro gli anglo-americani nelle Ardenne. Così, nelle zone dell'est, un esercito sempre più demoralizzato di poco più di due milioni di tedeschi, si trovò a fronteggiare 6 milioni di soldati russi ben armati e motivati.

## L'invasione della Germania e il massacro
Nemmersdorf, un piccolo centro della Prussia Orientale, fu la prima città tedesca a cadere sotto l'occupazione militare alleata durante il corso della guerra. Oggigiorno, la cittadina si trova nell'enclave russa di Kaliningrad (Oblast' di Kaliningrad), ed ha il nome di Majakovskoe (Маяко́вское; in lituano: Nemirkiemis). È sita a sud-ovest della città di Gusev (la tedesca Gumbinnen, teatro d'una sconfitta patita dall'esercito tedesco nel 1914 ad opera della Russia zarista), sulle rive del fiume Angrapa (Angerapp, in tedesco).
Il massacro di civili inermi avvenne il 21 ottobre 1944, quando la 25ª Brigata della Guardia corazzata sovietica (appartenente all'11ª Armata), nel tentativo d'impossessarsi dei ponti sul fiume Angerapp, si trovò ad affrontare una durissima resistenza opposta dall'esercito tedesco, munito di pezzi controcarro ed aiutato dall'aviazione (Luftwaffe).
Sotto una pioggia di bombe, verso le 07.00 antimeridiane, alcuni soldati sovietici si rifugiarono in un bunker, dove trovarono alcuni civili tedeschi ivi riparati (14 uomini e donne in totale), che – non comprendendo la lingua russa – rifiutarono di sfollare dal bunker, ignorando l'ordine impartito dagli invasori. Essi aprirono, quindi, il fuoco con le armi automatiche a corta distanza ed una sola donna, Gerda Meczulat, sopravvisse.
Nel frattempo, nei dintorni della città infuriava la battaglia, ma i sovietici non riuscirono ad impossessarsi del ponte e furono ricacciati dalla cittadina dopo aver perso almeno 200 uomini. Neppure riuscirono a metter fuori combattimento i carri armati tedeschi. L'occupazione di Nemmersdorf durò in tutto un paio d'ore. Joachim Reisch che si trovò a combattere presso il ponte sull'Angerapp, fece ritorno a Nemmersdorf alle 11:00 di mattina e la trovò del tutto evacuata dai russi. Comunque, l'esercito tedesco riuscì soltanto due giorni dopo a riprendere il controllo della città. Qualche giorno dopo, la propaganda nazista s'impadronì dell'accaduto. Il giornale del Partito Nazista, il "Völkischer Beobachter" ("Osservatore Popolare") riportò in prima pagina le notizie del massacro (che l'Armata Rossa s'affrettò - dal canto suo - a negare). Rincarò la dose il cinegiornale ("Wochenschau"), affermando che anche una cinquantina di prigionieri di guerra francesi e belgi erano stati assassinati dai sovietici, basandosi sulle testimonianze di un membro della milizia popolare, la Volkssturm, Karl Potrek nativo di Königsberg. L'episodio venne enfatizzato per galvanizzare la resistenza civile contro i sovietici dal Gauleiter della Prussia, Erich Koch, con l'approvazione del ministro per la Propaganda del Reich, Joseph Goebbels.
Se da una parte i resoconti su Nemmersdorf provocarono un ingrossamento delle file della Volkssturm, dall'altra indussero molti civili a ritirarsi verso occidente, rendendo ulteriormente confusa e caotica la difesa di quei territori dall'avanzata dei Sovietici..

## Impatto
Per molti tedeschi, Nemmersdorf è un simbolo dei crimini di guerra commessi dall'Armata Rossa. Marion Gräfin Dönhoff, coeditrice del settimane Die Zeit, all'epoca viveva nel villaggio di Quittainen/Kwitany nella parte ovest della Prussia Orientale. Nel 1962 scrisse: "In quegli anni si era così abituati che tutto quello che veniva pubblicato o riportato ufficialmente fossero bugie che da principio pensai che le fotografie di Nemmersdorf fossero state falsificate. Più tardi, tuttavia, venne fuori che non era così."

## Dibattito
Nel dopoguerra emerse una teoria dello storico Bernhard Fisch secondo cui, pur essendo indubbia l'uccisione di almeno 23 persone a Nemmersdorf, di 38 nei villaggi vicini e di 10 di dubbia natura, il vero e proprio massacro fosse stata una messinscena orchestrata a scopo di propaganda.. Nel 1991 il Generale sovietico, a capo dell'11 Armata, Kuzma N. Galitsky, affermò che i suoi uomini riuscirono a tenere Nemmersdorf soltanto per tre o quattro ore, effettivamente troppo poche per compiere una barbarie quale quella enfatizzata dalla propaganda nazista. Un analogo punto di vista è stato offerto da Joachim Reisch, scrittore noto per le sue simpatie verso l'Unione Sovietica, secondo cui il massacro di Nemmersdorf sarebbe stato attuato da soldati tedeschi in divisa sovietica, così come tutti i crimini di guerra attribuiti ai russi durante la seconda guerra mondiale; questa tesi revisionista coincide, a detta del giornalista Thorsten Hinz, con quella ufficialmente promulgata dall'odierno stato russo.
La maggioranza degli storici, come Ian Kershaw, ritiene tuttavia che il massacro da parte di forze militari sovietiche sia effettivamente avvenuto.